# Damernas jaktstart i längdskidåkning vid olympiska vinterspelen 2002
- 15 februari 2002

Ursprungligen kom ryskorna Olga Danilova och  Larissa Lazutina etta respektive tvåa men diskvalificerades senare. Istället blev det loppets stora överraskning, Beckie Scott som fick guldmedaljen. Om man bortser från de två dopade ryskorna blev tävlingen mycket spännande. Loppet avslutades med en spurt där fem sekunder skilde de fem bästa.

## Medaljörer
| Spel      | Guld                | Silver                       | Brons                |
| Skiathlon | Beckie Scott Kanada | Kateřina Neumannová Tjeckien | Viola Bauer Tyskland |

## Resultat
| Medalj | Tävlande                  | Tid     |
| Guld   | Beckie Scott              | 25.09,9 |
| Silver | Kateřina Neumannová       | 25.10,0 |
| Brons  | Viola Bauer               | 25.11,1 |
| 4      | Julia Tjepalova           | 25.11,3 |
| 5      | Nina Gavriljuk            | 25.13,5 |
| 6      | Bente Skari               | 25.14,2 |
| 7      | Petra Majdic              | 25.16,5 |
| 8      | Gabriella Paruzzi         | 25.18,6 |
| 9      | Sabina Valbusa            | 25.22,1 |
| 10     | Irina Terelia Taranenko   | 25.33,6 |
| 11     | Stefania Belmondo         | 25.34,3 |
| 12     | Kaisa Varis               | 25.36,0 |
| 13     | Kristina Smigun           | 25.48,6 |
| 14     | Hilde G. Pedersen         | 26.06,0 |
| 15     | Oksana Jatskaja           | 26.09,0 |
| 16     | Kati Sundqvist            | 26.10,1 |
| 17     | Sara Renner               | 26.10,3 |
| 18     | Evi Sachenbacher          | 26.11,0 |
| 18     | Katrine Philippot         | 26.11,0 |
| 20     | Manuela Henkel            | 26.11,4 |
| 20     | Valentyna Sjevtjenko      | 26.11,4 |
| 22     | Laurence Rochat           | 26.11,8 |
| 23     | Natasa Lacen              | 26.14,1 |
| 24     | Svetlana Sjisjkina        | 26.15,0 |
| 25     | Elin Ek                   | 26.18,3 |
| 26     | Tina Bay                  | 26.22,7 |
| 27     | Sumiko Yokoyama           | 26.23,3 |
| 28     | Vibeke W. Skofterud       | 26.26,7 |
| 29     | Birgitte Albrecht-Lorétan | 26.27,3 |
| 30     | Nina Kemppel              | 26.27,8 |
| 31     | Aurelie Storti            | 26.27,9 |
| 32     | Vera Zjatikova            | 26.28,0 |
| 33     | Milaine Theriault         | 26.29,1 |
| 34     | Natalja Zjatikova         | 26.29,4 |
| 35     | Jenny Olsson              | 26.29,8 |
| 36     | Satu Salonen              | 26.32,5 |
| 37     | Annick Vaxelaire-Pierrel  | 26.34,1 |
| 38     | Kanoko Goto               | 26.35,6 |
| 39     | Lina Andersson            | 26.35,7 |
| 40     | Elina Pienimäki           | 26.37,7 |
| 41     | Teja Gregorin             | 27.03,6 |
| 42     | Helena Balatkova          | 27.05,8 |
| 43     | Svetlana Desjevych        | 27.07,7 |
| 44     | Yuxia Hou                 | 27.09,3 |
| 45     | Kamila Rajdlova           | 27.09,6 |
| 46     | Anna Carin Olofsson       | 27.20,7 |
| 47     | Jelena Antonova           | 27.21,8 |
| 48     | Wendy Wagner              | 27.25,1 |